# Station Forcalquier
Station Forcalquier was een spoorwegstation in de Franse gemeente Forcalquier.